# ギニアビサウの歴史

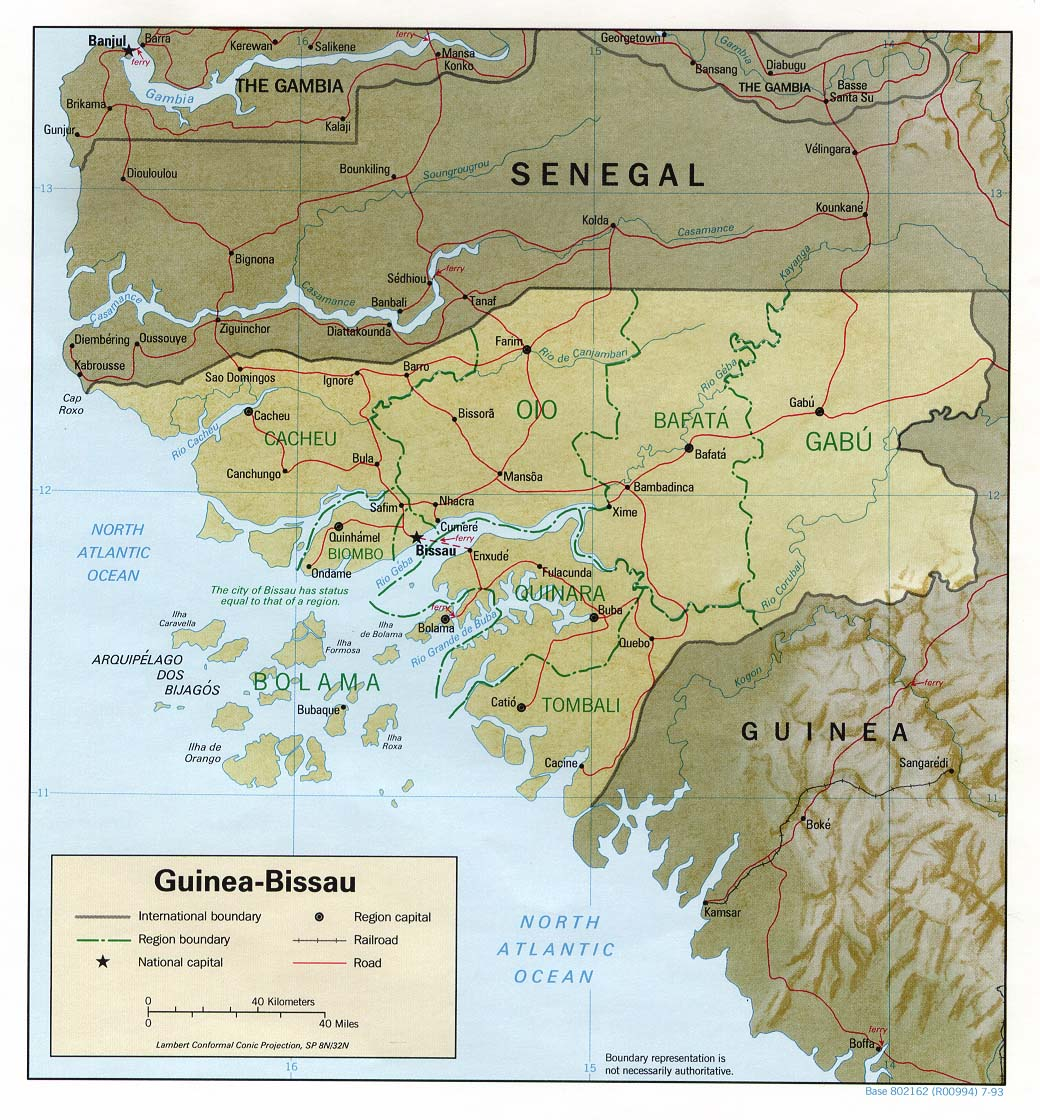
ギニアビサウの地図、1993年。

本項では、ギニアビサウの歴史（ギニアビサウのれきし、ポルトガル語: História da Guiné-Bissau）について述べる。ギニアビサウは1450年代から1970年代までポルトガルの植民地であり、1973年9月24日に独立した。

## 植民地以前

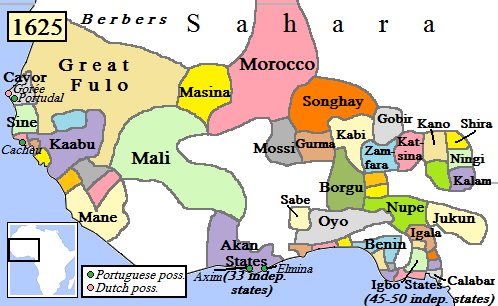
1625年頃の西アフリカ。

現カーボベルデ、ギニア、ギニアビサウに当たる地域は15世紀にはポルトガルの探検家によって探索され、ポルトガルは1446年にギニアの領有を主張した。そのときのギニアビサウはマリ帝国の支配から振り切ったカーブ帝国が支配していた。

## ポルトガル統治期

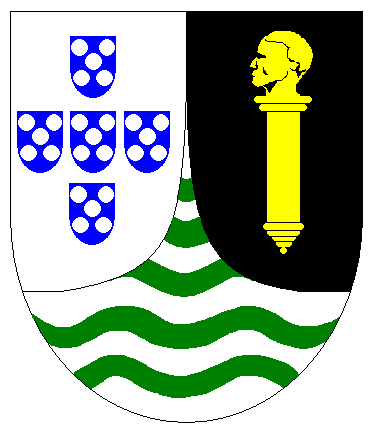
ポルトガル領ギニアビサウの紋章

1630年、ポルトガル領ギニア総督府が設立される。ポルトガルは現地部族の助けを借りて奴隷貿易に参入、多くの奴隷をカーボベルデ経由で西半球に輸出した。奴隷貿易の中心地にはカシェウがある。19世紀に奴隷貿易が衰退すると、元は軍事と奴隷貿易の中心地で1765年に成立したビサウが商業の中心地になった。
内陸部は19世紀後半までポルトガルに征服されなかった。またボラマ島を巡ってイギリスとポルトガルの間で紛争が起きたが、米国のユリシーズ・グラント大統領（在任：1869年 - 1877年）の仲介でポルトガル有利で決着した。その後、ポルトガルは1914年に勃発した第一次世界大戦までに精霊信仰者の部族を降伏させ、植民地の境界を定めた。内陸部は30年以上かけて支配下に置いたが、ビジャゴ諸島の完全支配は1936年にようやくなされた。1941年には植民地首府がボラマからビサウに移転した。1952年、植民地から海外州に改称された。
アミルカル・カブラルによれば、ポルトガル植民地時代のギニア、アンゴラ、モザンビークの非識字率は99%に達していた。

### 独立闘争

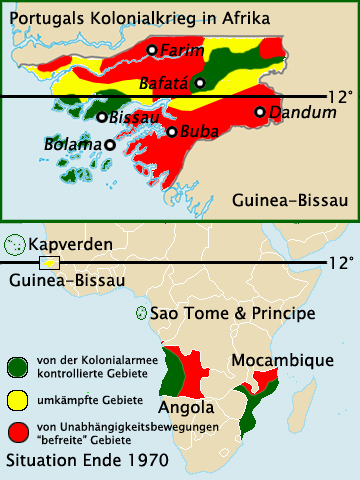
1970年時点のポルトガル領アフリカ植民地。緑はポルトガル支配下、赤は反乱軍支配下、黄色は係争中。

1956年、アミルカル・カブラルとラファエル・パウラ・バルボサがギニア・カーボベルデ独立アフリカ党（PAIGC）を秘密裏に結成、1960年に本拠地をコナクリに移すと1961年に武装反乱を起こした。ポルトガル軍には増援が派遣され、3万5千人まで増えたが、PAIGCの影響力は増し、1968年までにギニアビサウの大半を支配した。PAIGCは占領地で文民政府を設立、国民議会選挙を行った。その後、ポルトガル人の支配地は軍の駐留地と大都市に限られるようになった。また1968年から1973年までのポルトガル領ギニア総督アントニオ・デ・スピノラはポルトガルに帰国、後にカーネーション革命を率いることとなった。
1973年にアミルカル・カブラルがコナクリで暗殺されると、アリスティデス・ペレイラがPAIGC党首になった（ペレイラは後にカーボベルデ初代大統領に就任）。その後、PAIGC全国総会がボエで開かれ、1973年9月24日にはギニアビサウ独立が宣言された。11月の国連総会では93対7でギニアビサウの独立が承認された。

## 独立

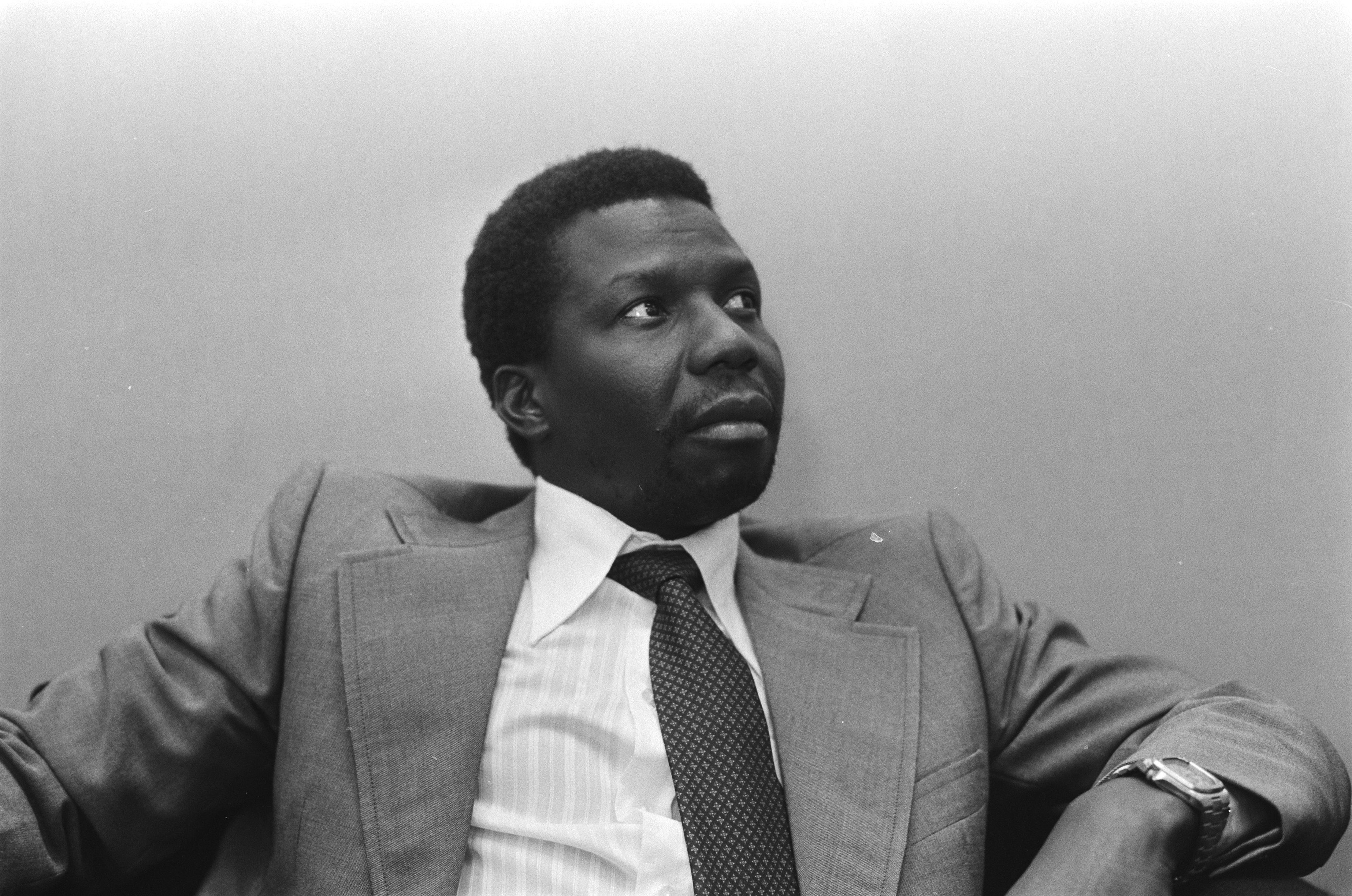
1980年のジョアン・ベルナルド・ヴィエイラ。

1974年4月にポルトガルでカーネーション革命が勃発した後、ポルトガルは9月10日にギニアビサウの独立を承認した。同日には米国もギニアビサウの独立を承認した。アミルカル・カブラルの弟ルイス・カブラルが初代大統領に就任した。
1980年11月、ジョアン・ベルナルド・ヴィエイラ首相がクーデターを起こし、政権を奪取した。以降1984年5月までヴィエイラ率いる革命委員会が権力を握ったが、その後は委員会が解散され、一党制の議会が設立された。1983年、1985年、1993年にもクーデター陰謀があり、また1986年に初代副大統領パウロ・コレイアが処刑された。

## 民主化
アフリカ諸国で複数政党制への移行が進む中、ギニアビサウも1994年8月に総選挙を行った。ヴィエイラは大統領に当選したが、1998年6月に軍人反乱が起き、ギニアビサウ内戦が勃発した。内戦は1999年5月にヴィエイラが亡命して、国民議会議長マラム・バカイ・サニャが暫定国家元首に就任したことで終結した。1999年-2000年ギニアビサウ総選挙でクンバ・ヤラが当選したが、2003年のクーデターで追われ、代わりにエンリケ・ロザが暫定大統領に就任した。
2005年ギニアビサウ大統領選挙ではジョアン・ベルナルド・ヴィエイラが勝利、ヨーロッパの選挙監視団は選挙が「穏やかで整然とした」と述べた。2009年3月、ヴィエイラが暗殺され、国民議会議長ライムンド・ペレイラが暫定大統領に就任した後、9月の大統領選挙でマラム・バカイ・サニャが当選した。サニャが2012年に病死すると、大統領選挙が行われたが4月にクーデターが起きた。翌5月にマヌエル・セリフォ・ヌハマジョが暫定大統領に就任、2014年に再度行われた選挙ではジョゼ・マリオ・ヴァスが大統領に当選、ペレイラがヴァスによって首相に任命された。